# Euconnus fageli
Euconnus fageli é uma espécie de insetos coleópteros polífagos pertencente à família Scydmaenidae.
A autoridade científica da espécie é Franz, tendo sido descrita no ano de 1960.
Trata-se de uma espécie presente no território português.